# Аллибодьер
Аллибодье́р (фр. Allibaudières) — коммуна во Франции, находится в регионе Шампань — Арденны. Департамент — Об. Входит в состав кантона Арси-сюр-Об. Округ коммуны — Труа.
Код INSEE коммуны — 10004.
Коммуна расположена приблизительно в 135 км к востоку от Парижа, в 50 км юго-западнее Шалон-ан-Шампани, в 33 км к северу от Труа.

## Население
Население коммуны на 2008 год составляло 258 человек.
| 1962 | 1968 | 1975 | 1982 | 1990 | 1999 | 2008 |
| ---- | ---- | ---- | ---- | ---- | ---- | ---- |
| 231  | 233  | 221  | 241  | 244  | 269  | 258  |

## Администрация
| Период | Период | Фамилия       | Партия | Примечания |
| ------ | ------ | ------------- | ------ | ---------- |
| 2001   | 2008   | Арлет Маковиц |        |            |
| 2008   |        | Брюно Мёнье   |        |            |

## Экономика
В 2007 году среди 164 человек в трудоспособном возрасте (15—64 лет) 106 были экономически активными, 58 — неактивными (показатель активности — 64,6 %, в 1999 году было 59,0 %). Из 106 активных работали 86 человек (52 мужчины и 34 женщины), безработных было 20 (12 мужчин и 8 женщин). Среди 58 неактивных 12 человек были учениками или студентами, 19 — пенсионерами, 27 были неактивными по другим причинам.

## Достопримечательности
- Церковь XV—XVI веков. Памятник истории с 1960 года[3]

## Фотогалерея

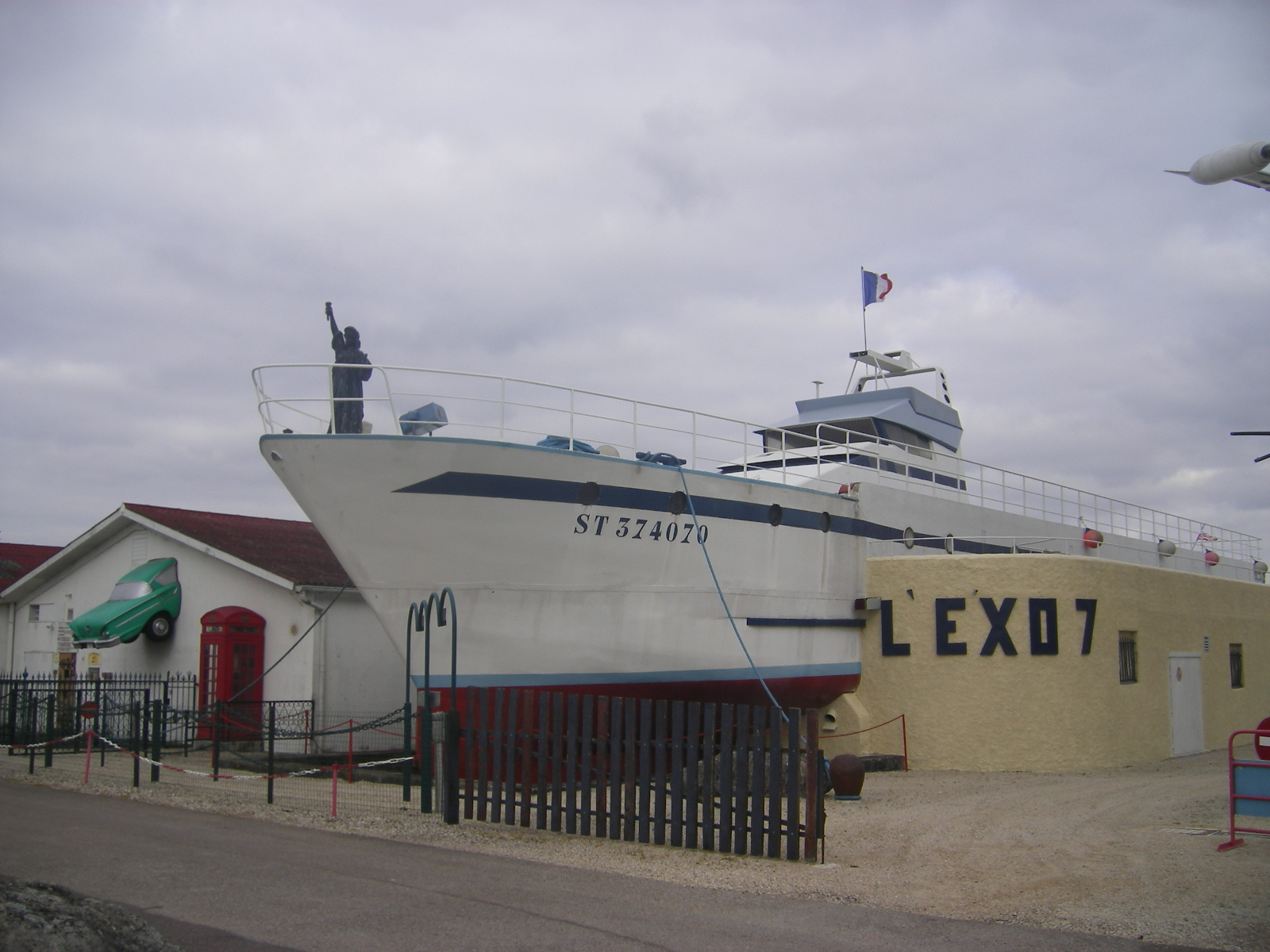
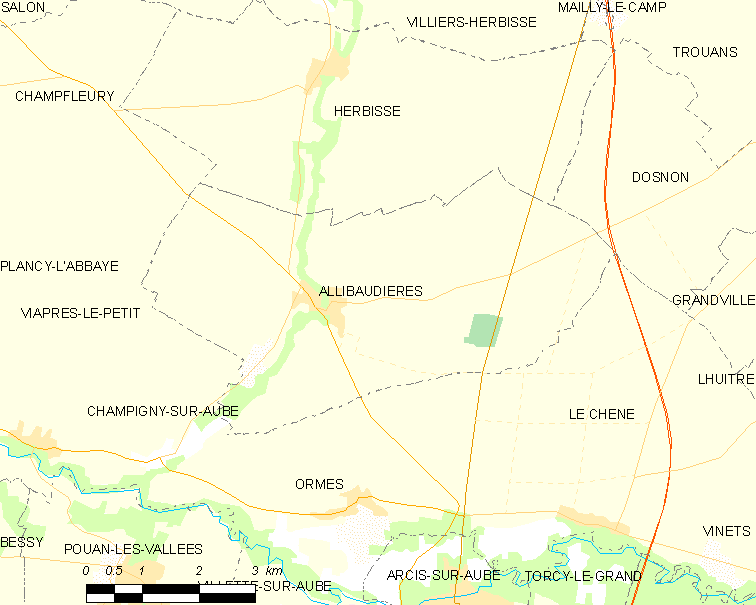
Карта коммуны